# ويليام براينت
ويليام براينت (بالإنجليزية: William Bryant)‏ (1 مارس 1899 في بلجيكا - 1986 في المملكة المتحدة) هو لاعب كرة قدم بريطاني (وحمل سابقاً جنسية المملكة المتحدة لبريطانيا العظمى وأيرلندا) في مركز الدفاع. شارك مع منتخب إنجلترا لكرة القدم. أما مع النوادي، فقد لعب مع نادي ميلوول وClapton F.C. ‏.

## وصلات خارجية
- ويليام براينت على موقع قاعدة بيانات كرة القدم.إي يو (الإنجليزية)
- ويليام براينت على موقع ناشيونال فوتبول تيمز (الإنجليزية)